# La morte del fiume
La morte del fiume è un romanzo dello scrittore italiano Guglielmo Petroni, pubblicato nel 1974.
Nello stesso anno, il romanzo ha vinto il premio Strega.

## Trama
Un viaggio a ritroso nel tempo che riconduce Sante Martelli e Stefano Calzolari, amici fin dalla loro infanzia al tempo del Fascismo, a ritrovarsi, ormai invecchiati, a Lucca, loro città natale.
Il fiume Serchio fa da filo conduttore del romanzo , fiume di acque chiare, di sponde fiorite a primavera, ombreggiato di pioppi nei loro ricordi di gioventù che si trasforma in un fiume che muore in mezzo a sponde invase dai rifiuti, quarant'anni dopo, quasi a simboleggiare la fine dei sogni ed ideali della giovinezza.

## Edizioni
- Guglielmo Petroni, La morte del fiume, Giunti, 1996,  p. 144, ISBN 978-88-09-20856-8.

- Guglielmo Petroni, La morte del fiume, prefazione di Stefano Giovanardi, Collezione Premio strega, UTET, 2007,  p. 186, ISBN 978-88-02-07565-5.